# Дудино (Калининский район)
Дудино — деревня в Калининском районе Тверской области, входит в состав Тургиновского сельского поселения. 

## География
Деревня расположена на берегу реки Шоша в 9 км на запад от центра поселения села Тургиново и в 49 км на юг от Твери.

## История
Церковь Вознесения Господня была построена в 1838 году на месте деревянной церкви Николая Чудотворца, построенной в 1700 году и принадлежавшей бывшему здесь мужскому монастырю, корни которого уходят в XIII век (дата не известна). Дудин монастырь упоминается в документах русской церкви с 1534 года. Из документов известно, что предыдущая до Николаевской монастырская церковь существовала еще в 1629 году. 
В конце XIX — начале XX века село входило в состав Тургиновской волости Тверского уезда Тверской губернии. 
С 1929 года деревня входила в состав Больше-Горского сельсовета Тургиновского района Тверского округа Московской области, с 1935 года — в составе Калининской области, с 1963 года — в составе Калининского района, с 2005 года — в составе Тургиновского сельского поселения.

## Население
| 1859 | 1886 | 2002 | 2010 |
| ---- | ---- | ---- | ---- |
| 94   | ↘79  | ↘13  | ↗18  |

## Достопримечательности
В деревне расположена действующая Церковь Вознесения Господня (1838).